# Église Saint-Dominique d'Ancône
L’église Saint-Dominique d’Ancône (en italien : chiesa di San Domenico) est une église baroque située dans le rione de San Pietro d’Ancône, dans les Marches, en Italie.
Sa construction a été achevée en 1778.

## Galerie photographique

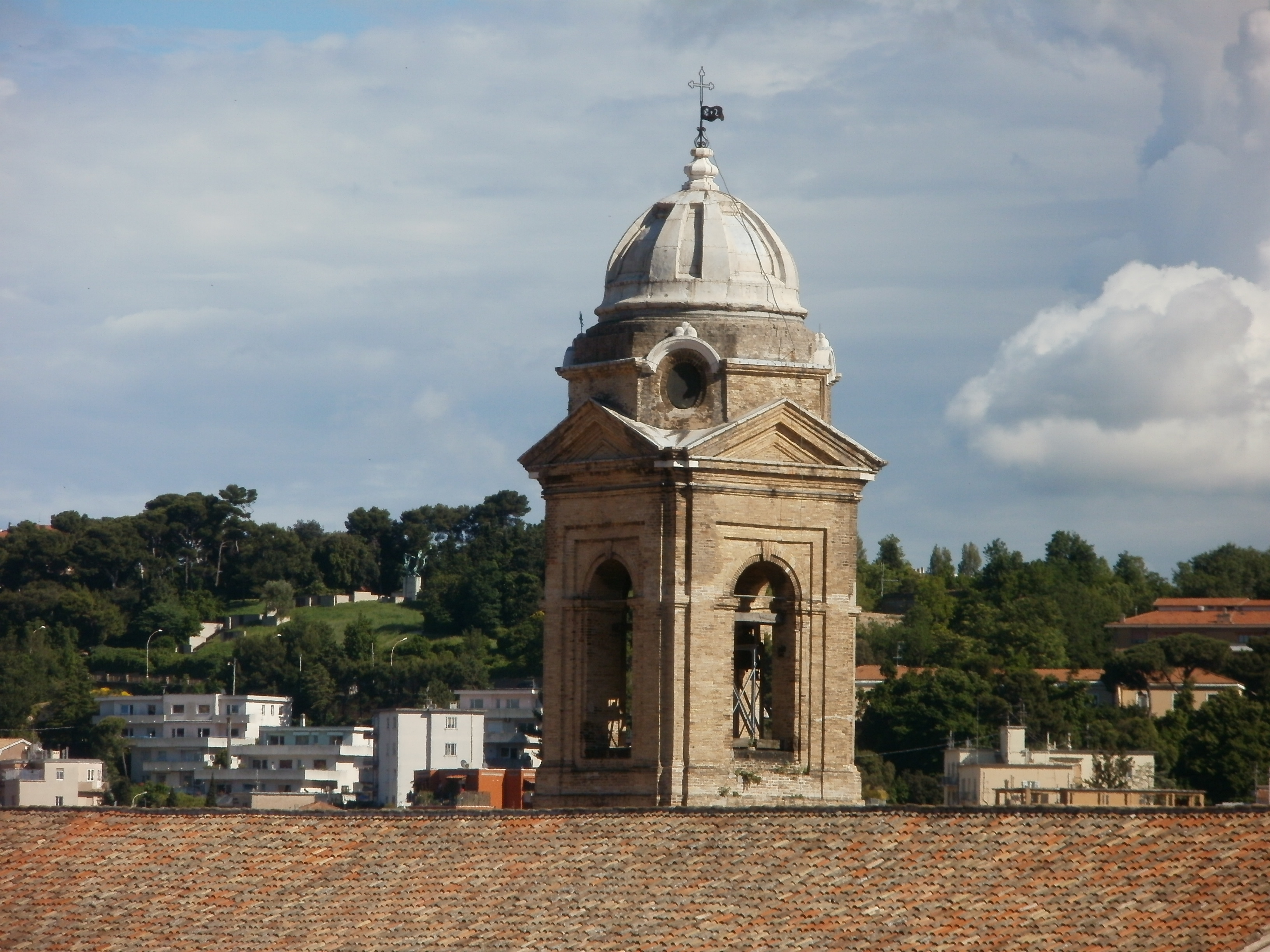
Le campanile.
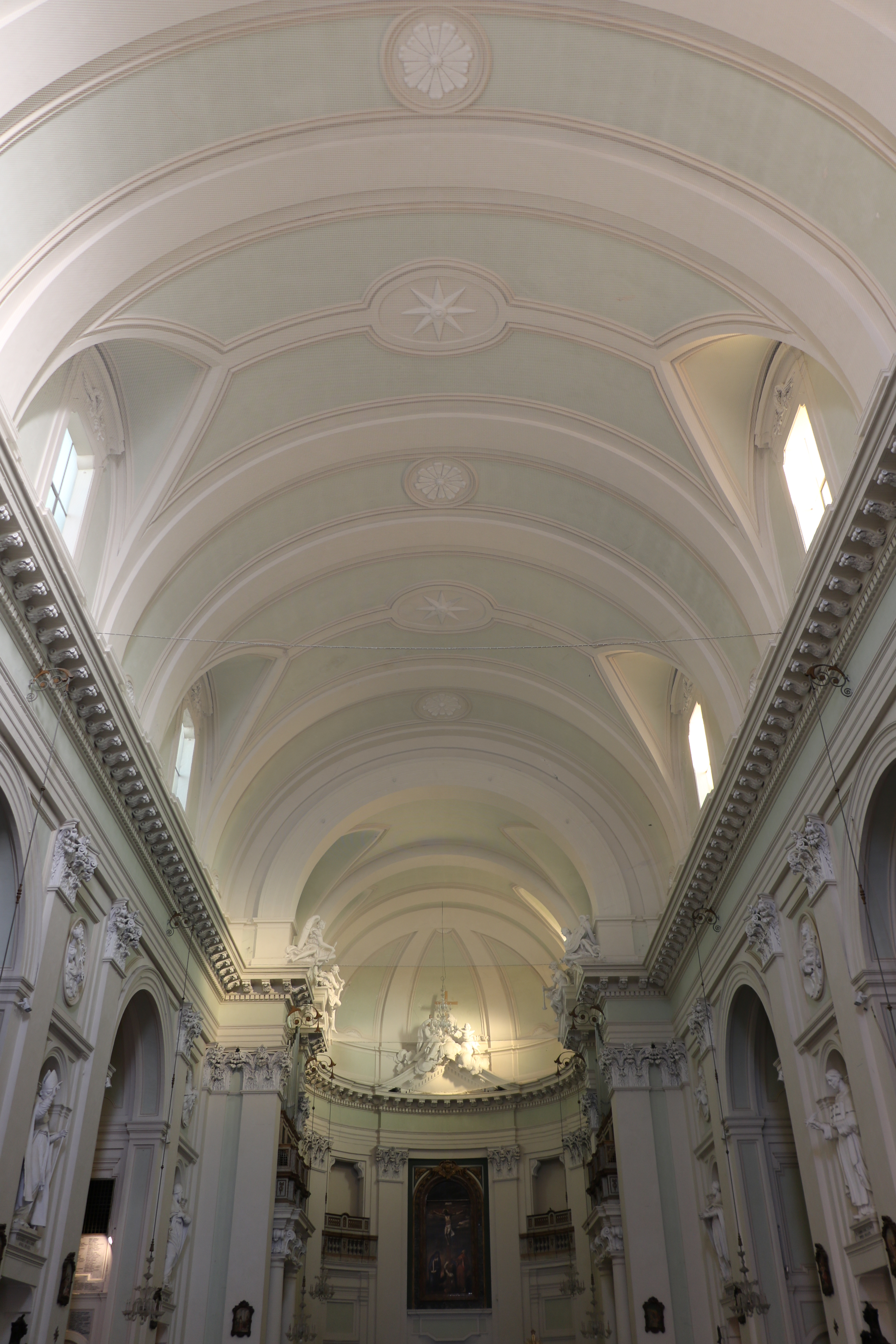
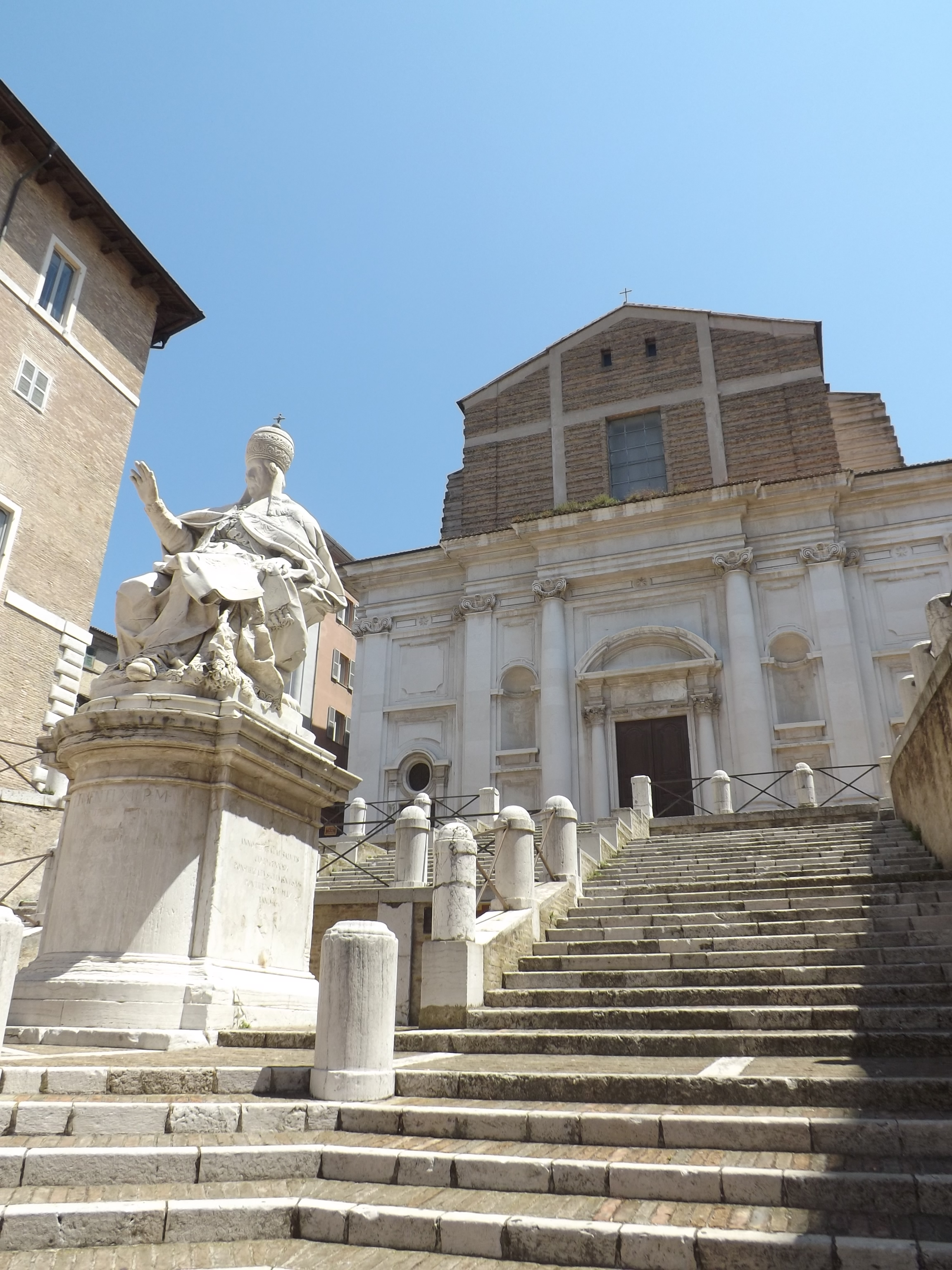
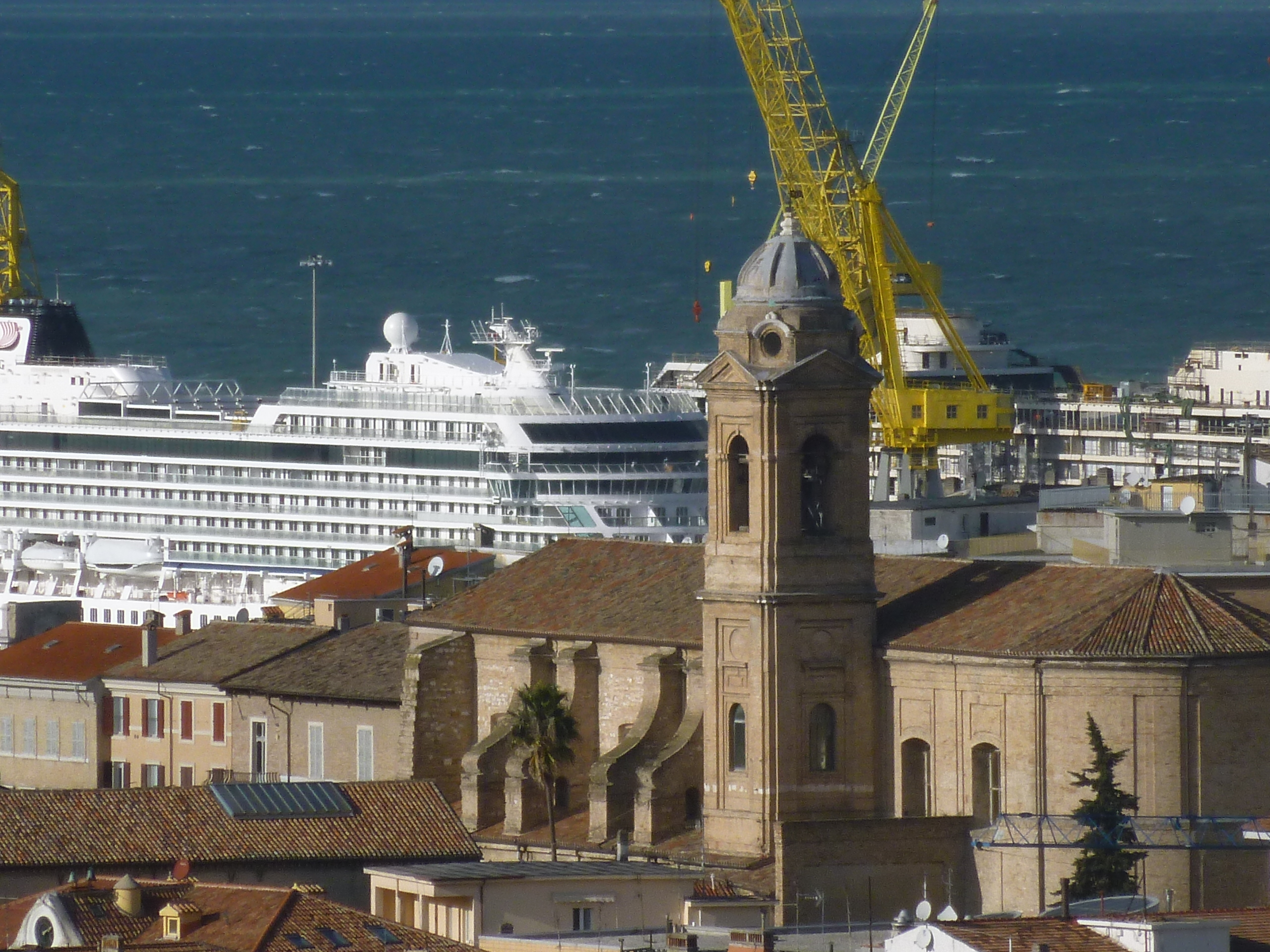

## Source
- (it) Cet article est partiellement ou en totalité issu de l’article de Wikipédia en italien intitulé « Chiesa di San Domenico (Ancona) » (voir la liste des auteurs).